# Kōichirō Genba
Kōichirō Genba (jap. 玄葉 光一郎 Genba Kōichirō; ur. 29 lipca 1957 w Tamurze) – japoński polityk Partii Demoratycznej, deputowany do Izby Reprezentantów, Izby Radców i minister spraw zagranicznych w rządzie Yoshihiko Nody w latach 2011-2012.

## Życiorys
Kōichirō Genba pochodzi z Tamury. Jest absolwentem Uniwersytetu Sophia. Następnie został przyjęty do prestiżowego Instytutu Zarządzania Matsushita, instytucji założonej przez założyciela Panasonic Konosuke Matsushitę, który przygotowuje przyszłych japońskich polityków. Po raz pierwszy został wybrany w 1993 roku z prefektury Fukushima. 3 września 2011 roku został ministrem spraw zagranicznych w rządzie premiera Yoshihiko Nody.